# أغنية حب للوهم
أغنية حب للوهم ((الكورية: 환상연가)) هو مسلسل تلفزيوني كوري جنوبي، من بطولة بارك جي هون، هونغ يي-جي، هوانغ-هي، جي وو. مستوحى من ويبتون الذي يحمل نفس الاسم من تأليف فان-زيون، ويدور حول الرومانسية والهوس الشرس بين رجل بشخصيتين متعارضتين وامرأة ذات ماض مظلم. تم بثه على قناة كي بي اس 2 كل يوم اثنين وثلاثاء، عرض في 2 يناير الى 27 فبراير 2024.

## القصة
تخفي "يون وول" (هونج يي جي) هويتها وتصبح قاتلة، للإنتقام لعائلتها. وتتمثل مهمتها في اغتيال الملك، لكنها تفشل عندما تقع في فخ نصبه لها شخص مجهول. تستيقظ في اليوم التالي ولا تتذكر ماضيها، وتم تعيينها محظية لولي العهد.

## طاقم

### رئيسي
- بارك جي هون في دور ساجو هيون / أك هي[1][7]

1. ساجو هيون: ولي العهد الذكي والمتعدد المواهب الذي يعمل كمصمم أزياء في أحد متاجر وسط المدينة بينما يخفي هويته الحقيقية.
2. اك هي: شخصية هيون البديلة الساحرة ولكنه مصاب بلعنة يشعر بألم شديد عندما يلمسه أي شخص.

- هونغ يي-جي في دور يون وو: الاميرة الملكية لسلالة يون المنهارة والابنة الوحيدة لـ يون بونغ هاك التي أصبحت قاتلة تُدعى جيي-را.[7]
- هوانغ-هي في دور ساجو يونج: الأخ غير الشقيق لساجو هيون.[8]
- جي وو بدور ولية العهد الأميرة جيوم هوا: التي تبذل قصارى جهدها لإرضاء رغباتها وطموحاتها.[4]

### دعم
- كيم دونج وون في دور يانغ جاي آي[9]
- كيم تاي وو بدور ساجو سيونغ: الإمبراطور الذي أطاح بسلالة يون وصعد إلى العرش من خلال التمرد..[10]
- وو هيون في دور الخصي نيونغ[11]
- كانغ شين إيل في دور جين مو دال[11]
- هوانج سيوك جيونج في دور تشونغ تا[11]
- وو هي جين في دور تشيونغ ميونغ بي[11]
- شين جي هوان في دور هونغ غون[12]
- هان إيون سيونج في دور جي جيون سيو[13]
- لي جو آن في دور ها رانج[14]
- لي كوان هون في دور الضابط العسكري سانج سيو: مسؤول رفيع المستوى وأقرب مساعد لساجو يونج.[15]

## المشاهدات
| Ep.   | تاريخ البث     | تقييمات (نيلسن كوريا) | تقييمات (نيلسن كوريا) |
| ----- | -------------- | --------------------- | --------------------- |
| 1     | 2 يناير 2024   | 4.3%                  | 4.3%                  |
| 2     | 8 يناير 2024   | 2.8%                  | 3.0%                  |
| 3     | 9 يناير 2024   | 2.3%                  | N/A                   |
| 4     | 15 يناير 2024  | 2.4%                  | N/A                   |
| 5     | 16 يناير 2024  | 2.0%                  | N/A                   |
| 6     | 22 يناير 2024  | 2.5%                  | N/A                   |
| 7     | 23 يناير 2024  | 11.8%                 | N/A                   |
| 8     | 29 يناير 2024  | 2.4%                  | 2.4%                  |
| 9     | 30 يناير 2024  | 1.7%                  | N/A                   |
| 10    | 5 فبراير 2024  | 2.1%                  | N/A                   |
| 11    | 6 فبراير 2024  | 1.7%                  | N/A                   |
| 12    | 13 فبراير 2024 | 1.4%                  | N/A                   |
| 13    | 19 فبراير 2024 | 1.9%                  | N/A                   |
| 14    | 20 فبراير 2024 | 1.9%                  | N/A                   |
| 15    | 26 فبراير 2024 | 2.1%                  | N/A                   |
| 16    | 27 فبراير 2024 | 2.3%                  | N/A                   |
| متوسط | متوسط          | 2.2%                  | N/A                   |

## الانتاج
تمت القراءة الأولى لسيناريو في منتصف مارس 2023، وكان من المقرر أن يبدأ التصوير في مايو. من كتابة يون كيونغ-اه، من اعمالها قصة حب منزلية الصنع (2020)، ومن تخطيط قسم الدراما كي بي إس وانتاج من قبل شركة الإنتاج التابعة مونستر يونين بتعاون مع فانتاجيو.

## روابط خارجية
- الموقع الرسمي
 (بالكورية)
- أغنية حب للوهم على موقع IMDb (الإنجليزية)
- أغنية حب للوهم على موقع قاعدة بيانات الفيلم (الإنجليزية)
- أغنية حب للوهم على هانسينما